# Chenopodium quinoa
Chenopodium quinoa, también conocida como quinua, quínoa (ambas del quechua kinwa) o quinoa (también del 
quechua kinuwa), es una hierba perteneciente a la subfamilia Chenopodioideae de las amarantáceas. Técnicamente se trata de una semilla, pero se conoce y se clasifica como un grano integral. Es nativa del altiplano de los Andes que comparten  Argentina, Bolivia, Chile y Perú. Fueron las culturas prehispánicas las que la domesticaron y la cultivaron. Se cultivaba solo en la cordillera andina. Actualmente, los principales países productores son Argentina, Bolivia, Ecuador, Estados Unidos, Chile, Colombia y Perú, aunque su cultivo se está extendiendo a diversos países de Europa y Asia, con altos  niveles de rendimiento. Es una planta resistente, tolerante y eficiente en el uso del agua, con una extraordinaria adaptabilidad, puede soportar temperaturas desde −4 °C hasta 38 °C y crecer con humedades relativas desde el 40 % hasta el 70 %.
Su semilla provee todos los aminoácidos esenciales y su calidad proteica se equipara a la de la leche. Sus granos son altamente nutritivos y superan en valor biológico, calidad nutricional y funcional a los cereales tradicionales, tales como el trigo, el maíz, el arroz y la avena.
No todas las variedades de quinua están exentas de gluten.

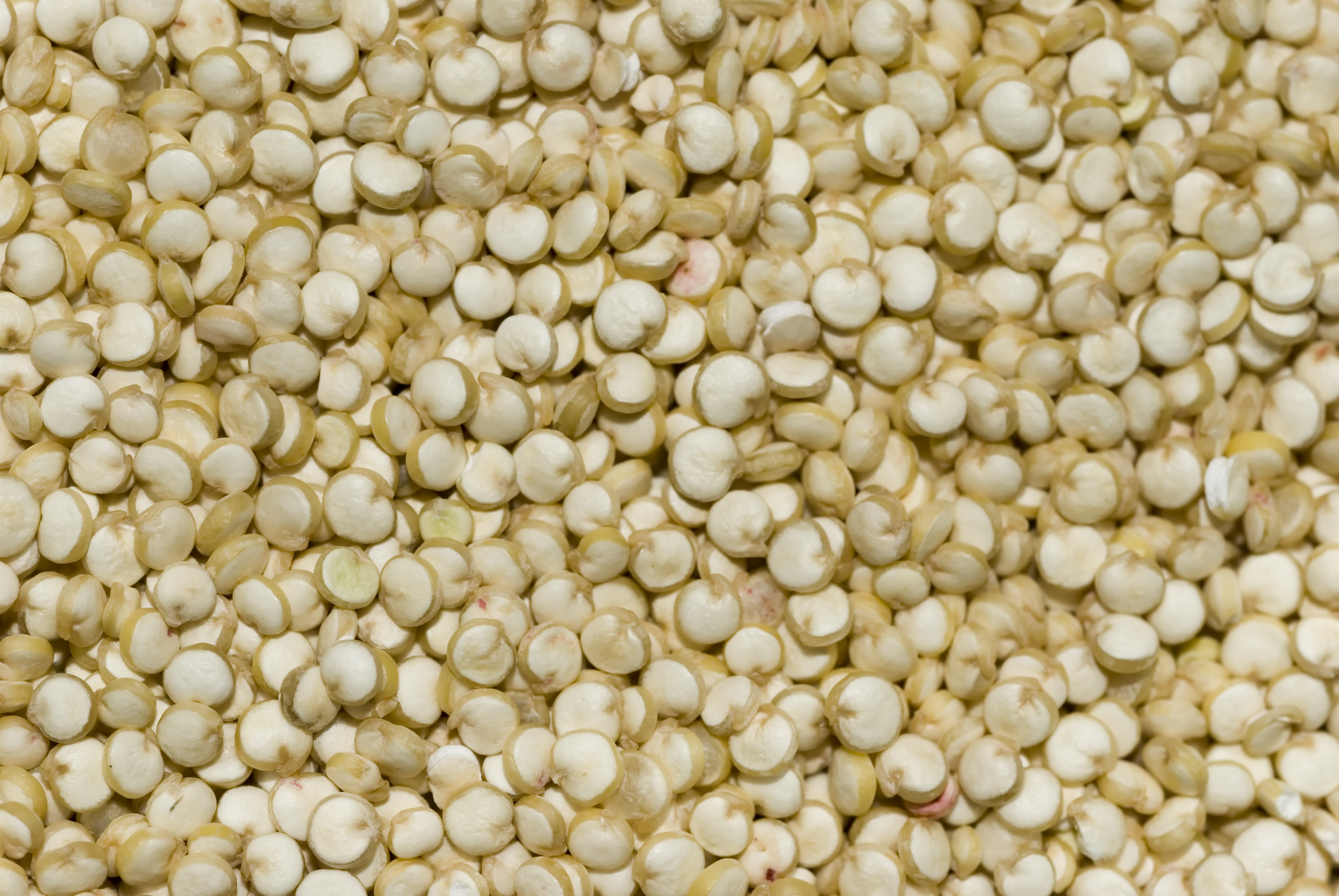
Semillas de quinua.

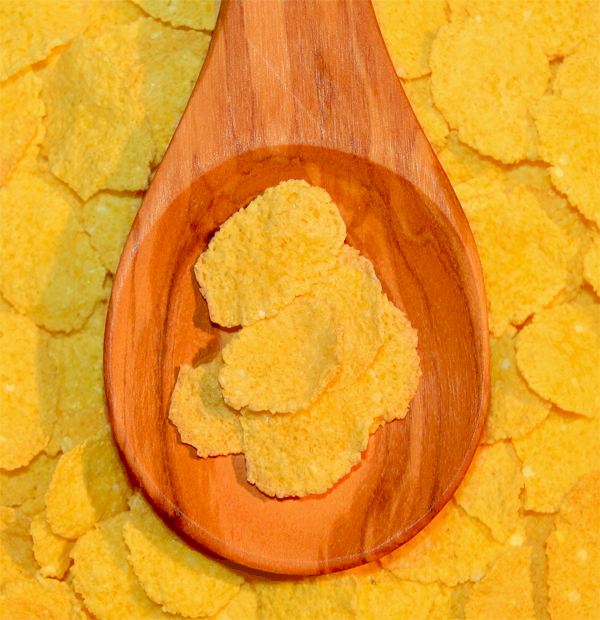
Copos de quinua.

Sopa de quinua.

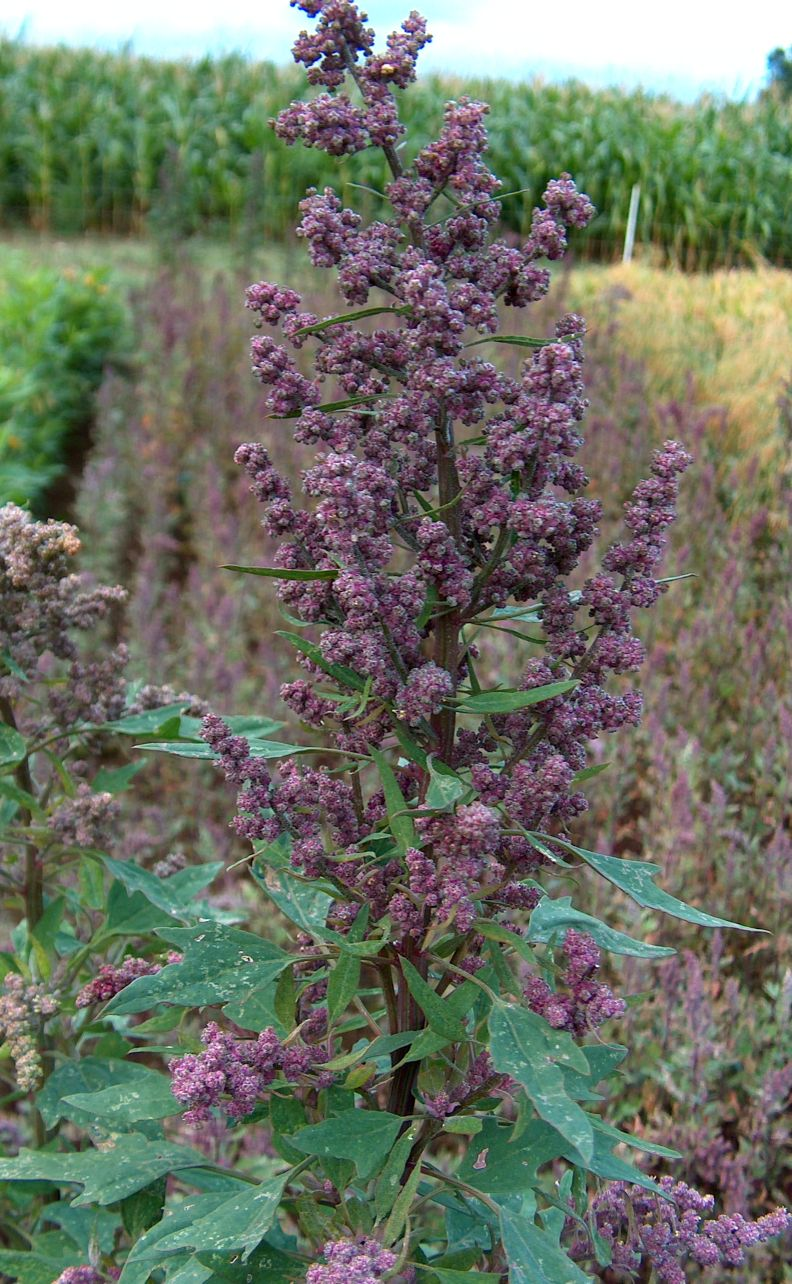
Panoja de quinua morada.

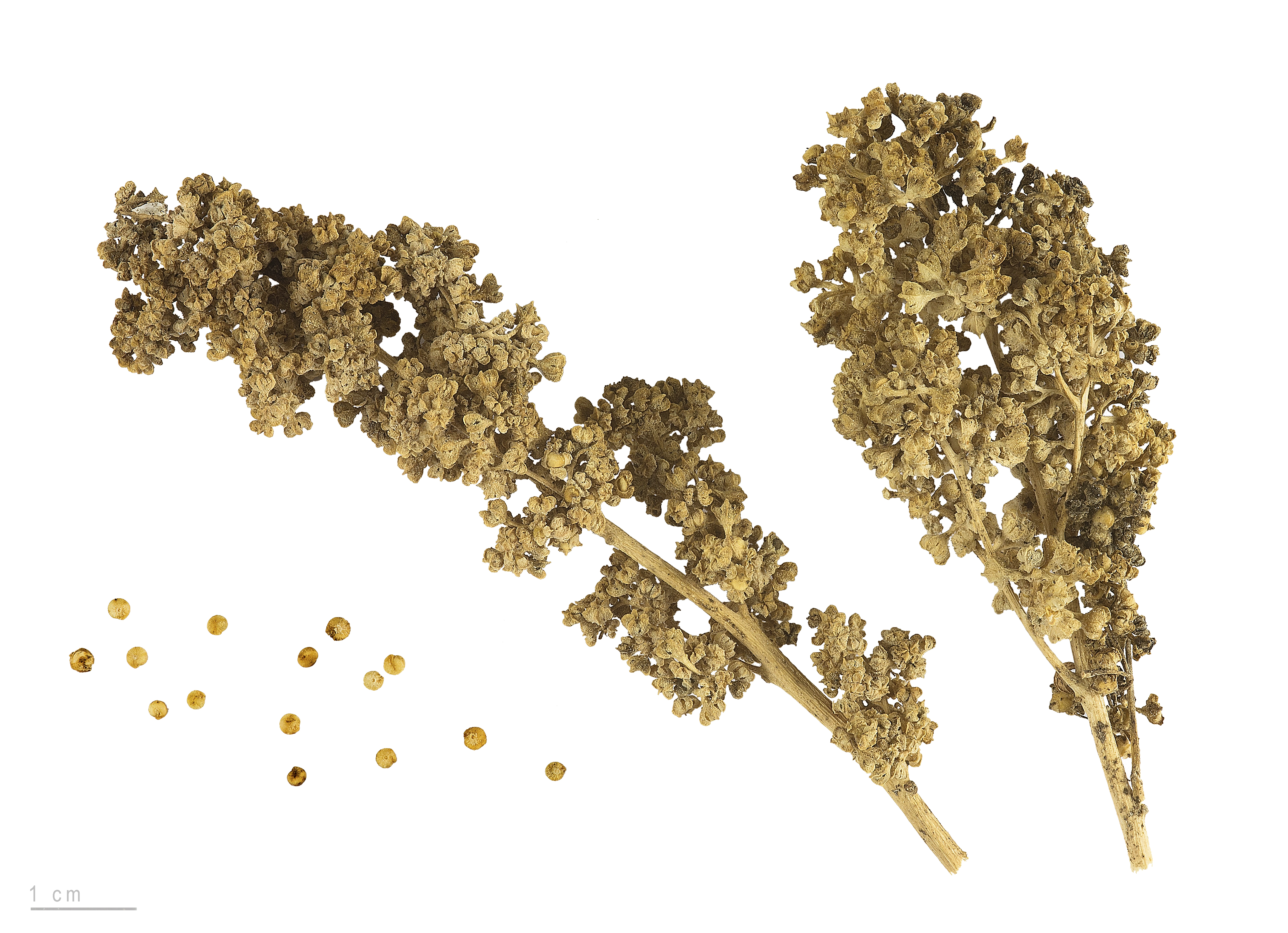
Chenopodium quinoa cv. red faro

## Descripción
Es una planta herbácea anual, que normalmente alcanza una altura de 1 a 3 m. Las hojas, alternas, son anchas y polimorfas; el tallo central puede estar más o menos ramificado, dependiendo de la variedad o densidad del sembrado. Las flores, organizadas en panículas, son pequeñas y carecen de pétalos. Las terminales son hermafroditas o masculinas y las laterales generalmente femeninas. El fruto es un utrículo (aquenio de pericarpo membranoso) de unos 2 mm de diámetro; tiene semillas lenticulares con abundante perisperma harinoso.

## Taxonomía
Chenopodium quinoa fue descrito por Carl Ludwig Willdenow  y publicado en Species Plantarum. Editio quarta, vol. 1, n.º 2, p. 1301–1302, 1798.
Etimología

- Chenopodium: nombre genérico que deriva del griego χηνo a través del Latín chênǒ, ganso, y πόδά, latín pǒdĩum, pie, o sea «pata de ganso», por la forma de las hojas similares a estas.
- quinoa: nombre específico que proviene del vocablo quechua kinuwa que designa esta planta en dicho idioma.

Sinonimia

- Chenopodium album subsp. quinoa (Willd.) Kuntze
- Chenopodium album var. quinoa(Willd.) Kuntze
- Chenopodium album f. subspontaneum Kuntze
- Chenopodium ccoyto ToroTorrico
- Chenopodium ccuchi-huila Toro Torrico
- Chenopodium chilense Pers. nom. inval.
- Chenopodium guinoa Krock.
- Chenopodium hircinum f. laciniatum (Moq.) Aellen
- Chenopodium hircinum var. quinoa (Willd.) Aellen
- Chenopodium hircinum f. rubescens (Moq.) Aellen
- Chenopodium hircinum f. viridescens (Moq.) Aellen
- Chenopodium nuttalliae Saff.
- Chenopodium purpurascens var. punctulatum Moq.
- Chenopodium quinoa var. laciniatum Moq.
- Chenopodium quinoa var. lutescens Hunz.
- Chenopodium quinoa var. melanospermum Hunz.
- Chenopodium quinoa subsp. milleanum Aellen
- Chenopodium quinoa var. orbicans Murr
- Chenopodium quinoa f. purpureum Aellen
- Chenopodium quinoa var. rubescens Moq.
- Chenopodium quinoa var. viridescens Moq.[10]

## Cultivo
La quinua es nativa de Sudamérica. Su origen se sitúa concretamente en los Andes de Bolivia, Chile y Perú, y se extiende a todos los países de la región andina, «desde Colombia (Pasto) hasta el Noroeste de Argentina (Jujuy y Salta) y el centro de Chile, aunque en este país las culturas ancestrales cultivaban variedades de quinua, distintas de las variedades altiplánicas, que presentan un grano más pequeño, y contienen más proteínas y menor cantidad de almidón. 
Según FAOSTAT, «en el periodo 1992-2010 el área cosechada y la producción total de quinua en los principales países productores –Bolivia, Perú y Ecuador– ha casi duplicado y triplicado sus cifras respectivamente».
Pero la quinua es un cultivo en expansión en el mundo. Se encuentra en más de 70 países, el 92 % de su producción está en Bolivia y Perú para el 2008, mientras que el 8 % restante está principalmente en Estados Unidos, Ecuador, Argentina y Canadá.
La quinua se cultiva en los Andes argentinos, bolivianos, ecuatorianos, chilenos, colombianos y peruanos,así como en el Altiplano y al nivel del mar en la zona centro sur de Chile, desde hace unos 5.000 años. Al igual que la papa, fue uno de los principales alimentos de los pueblos australes, andinos preincaicos e incaicos. Se piensa que en el pasado también se empleó para usos cosméticos en la zona del altiplano peruano-boliviano.
Crece desde el nivel del mar hasta los 4 000 m de altitud en los Andes, aunque es más común a partir de los 2 500 m. Las variedades de quinua de nivel del mar propias de la zona centro sur de Chile son de «gran importancia para la expansión del cultivo a otras partes del mundo debido a que presentan sensibilidad al fotoperiodo».

## Producción
| País                                                                                    | 2008   | 2009   | 2010   | 2011   | 2012   | 2015  | 2018  |
| --------------------------------------------------------------------------------------- | ------ | ------ | ------ | ------ | ------ | ----- | ----- |
| Perú                                                                                    | 22,5   | 7,3    | 16,3   | 6,3    | 28,2   | 41,1  | 52,1  |
| Bolivia                                                                                 | 9,2    | 9,7    | 8,9    | 16,1   | 23,8   | 36,1  | 61,1  |
| Ecuador                                                                                 | 0,7    | 0,7    | 0,5    | 0,7    | 0,7    | 0,9   | 0,8   |
| Total                                                                                   | 32,4   | 17,7   | 25,8   | 23,0   | 52,6   | 78,1  | 114,0 |
| Precio de exportación USD/kg                                                            | $0,020 | $0,080 | $0,492 | $0,854 | $1,254 | $2,35 | $2,43 |
| Source: Organización de las Naciones Unidas para la Alimentación y la Agricultura (FAO) |        |        |        |        |        |       |       |

## Valor nutricional
La quinua posee un excepcional equilibrio de proteínas, grasas y carbohidratos (fundamentalmente almidón). Entre los aminoácidos presentes en sus proteínas destacan la lisina (importante para el desarrollo del cerebro) y la arginina e histidina, básicas para el desarrollo humano durante la infancia. Igualmente es rica en metionina y cistina, en minerales como hierro, calcio y fósforo, y en vitaminas, mientras que es pobre en grasas, complementa de este modo a otros cereales y/o legumbres como las vainitas.

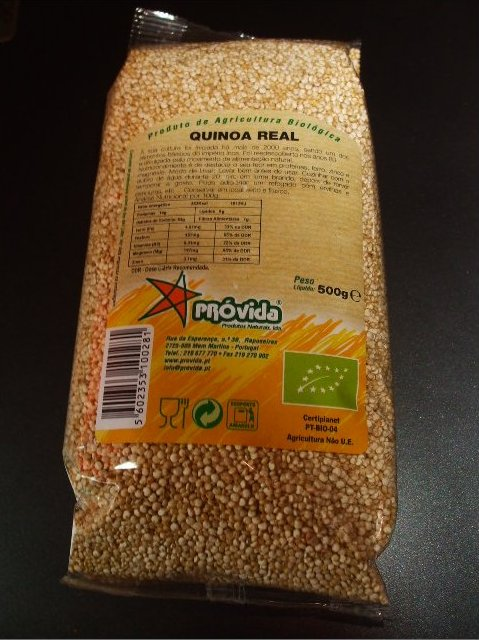
Bolsa de 500 g en venta en Portugal

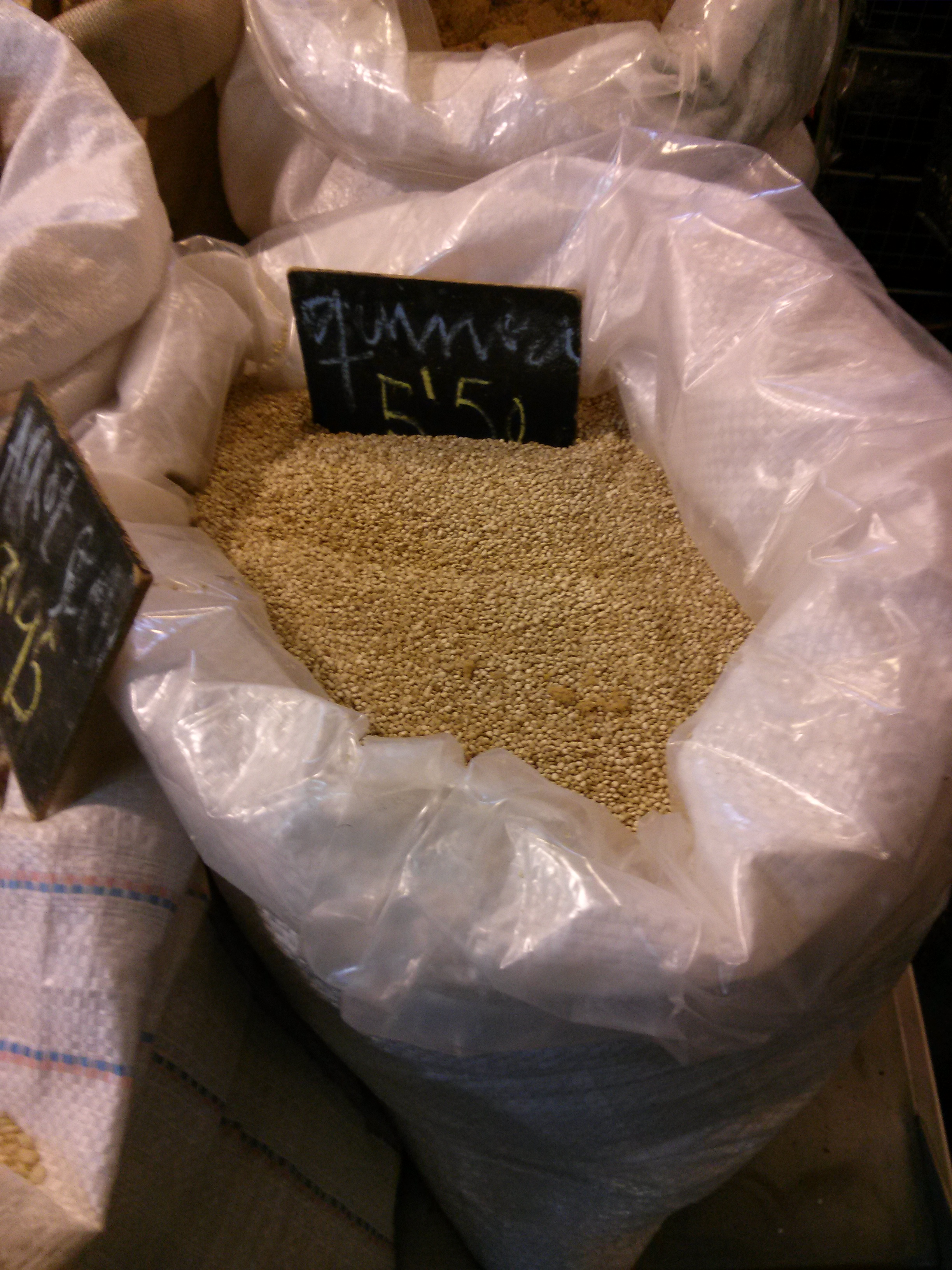
Saco de quinua en un puesto de verdura ecológica del mercado de Lavapiés en Madrid.

El promedio de proteínas en el grano es del 16 %, pero puede contener hasta un 23 %, lo cual es más del doble que cualquier cereal. El nivel de proteínas contenidas es cercano al porcentaje que dicta la FAO para la nutrición humana. Por esta razón, la NASA considera el cultivo de la quinua como un posible candidato para sistemas ecológicos cerrados y para viajes espaciales de larga duración.
La grasa contenida es del 4 al 9 %, de la cual la mitad contiene ácido linoleico, esencial para la dieta humana.
El contenido nutricional de la hoja de quinua se compara al de la espinaca. Los nutrientes concentrados de las hojas tienen un bajo índice de nitratos  y oxalatos, los cuales son considerados elementos perjudiciales en la nutrición.

### Gluten
La quinua se ha considerado tradicionalmente segura para los celíacos y para los alérgicos al trigo, basándose en que taxonómicamente es muy diferente del trigo, pero sin que existieran análisis sobre su toxicidad. No obstante, en 2012 un estudio demostró que dos variedades, Ayacuchana y Pasankalla, contienen gluten (proteínas tóxicas para los celiacos), en una cantidad potencialmente baja. Otras cuatro variedades contienen gluten, dentro del rango considerado de tolerancia (menos de 20 partes por millón). Un estudio piloto de 2014 concluyó que la quinua consumida durante seis semanas (50 g diarios) había sido bien tolerada en diecinueve celíacos a dieta sin gluten. Los autores señalaron como limitaciones la corta duración del ensayo y la falta de evaluación del estado del intestino de los participantes antes de iniciar el estudio. El ensayo no incluyó grupo de control con placebo. No especificaba las variedades consumidas ni en qué proporción.
A fecha de 2019, no se han realizado estudios para determinar la seguridad a largo plazo del consumo de quinua en personas celíacas o con otros trastornos relacionados con el gluten, que son necesarios para poder dar recomendaciones firmes.
La quinua etiquetada “sin gluten” no se refiere a variedades aptas, sino a que no está contaminada con gluten de trigo, cebada o centeno.

## Usos
Se  utiliza de muchas maneras, como por ejemplo en recetas de barras energéticas debido a que es una gran fuente de minerales y proteínas. Varios países exportan quinua. La mayoría de estos están ubicados en zonas altas debido a que en esos lugares se produce en mayor cantidad.

#### Culinario
La quinua posee los nueve aminoácidos esenciales para el ser humano, lo que la convierte en un alimento muy completo y de fácil digestión. Tradicionalmente, los granos de quinua se tuestan y con ellos se produce harina. También pueden ser cocidos, añadidos a las sopas, usados como cereales o pastas, e incluso fermentados para obtener cerveza o chicha, bebida tradicional de los Andes. Cuando se cuecen adoptan un sabor similar a la nuez.
La quinua molida se puede utilizar para la elaboración de distintos tipos de panes, tanto tradicionales como industriales, ya que permite mejorar características de la masa, haciéndola más resistente, lo cual favorece una buena absorción de agua. Esto se incrementa si se utiliza una mezcla de quinua y amaranto morado (o alegría). Se efectuaron estudios comparativos de panes,[cita requerida] en uno de los cuales se utilizaba una mezcla de quinua y amaranto, y en otro maíz y amapola; y en dicha evaluación se observaron diferencias significativas en la absorción de agua.
La harina de quinua se produce y comercializa en Bolivia, Perú y, en menor cantidad, en Colombia. En dichos países, sustituye muchas veces a la harina de trigo y enriquece así sus derivados de panes, tortas y galletas. Desde el año 2007 se está desarrollando su cultivo y consumo en el noroeste de Argentina y el 20 de febrero de 2013 la ONU declaró el Año Internacional de la Quinua.
Existen preparaciones tradicionales en Los Andes elaboradas con quinua. Uno de los platos típicos de la zona del Cusco llamado pesq'e, que se prepara con leche, quinua y queso y se puede combinar con huevo frito e incluso con un trozo de churrasco de carne; en Bolivia también se consumen platos tradicionales como: Quispiña, mucuna, pesk'e y ph'isara, también se utiliza cada vez más para relleno de empanadas.
En Chile se destaca la quínoa con frutilla, un refresco popular en el sector de Las Salinas, comuna de Papudo, región de Valparaíso.
Un problema para la masificación de la producción de quinua es que posee una toxina denominada saponina que le otorga un sabor amargo característico. Esta toxina suele eliminarse a través de métodos mecánicos pelando y lavando las semillas en abundante agua.
La Universidad de Harvard recomienda su consumo como sustituto de ciertos alimentos para aquellos que requieran perder peso o mantener su figura. Por ejemplo, sugiere el uso de quinua en lugar de pastas; como  desayunos nutritivos con ingredientes añadidos como pasas, fruta fresca y canela, e incluso, como sustituto de arroz para sushi.

#### Medicinal
La quinoa es considerada ancestralmente también como una planta medicinal por la mayor parte de los pueblos tradicionales andinos. Entre sus usos más frecuentes se pueden mencionar el tratamiento de abscesos, hemorragias, luxaciones y cosmética. La quinua también contiene altas cantidades de magnesio, que contribuye al normal metabolismo energético, la síntesis de proteínas y el funcionamiento del sistema nervioso.

#### Ritual
Como grano madre, la quinua forma parte de diversas ceremonias y ritos andinos, que fueron prohibidos por los europeos durante la conquista española. Este fue un motivo por el que el cultivo de quinua y de la kiwicha fueron prohibidos, al considerarlos asociados a ritos paganos.

## Año Internacional de la Quinua

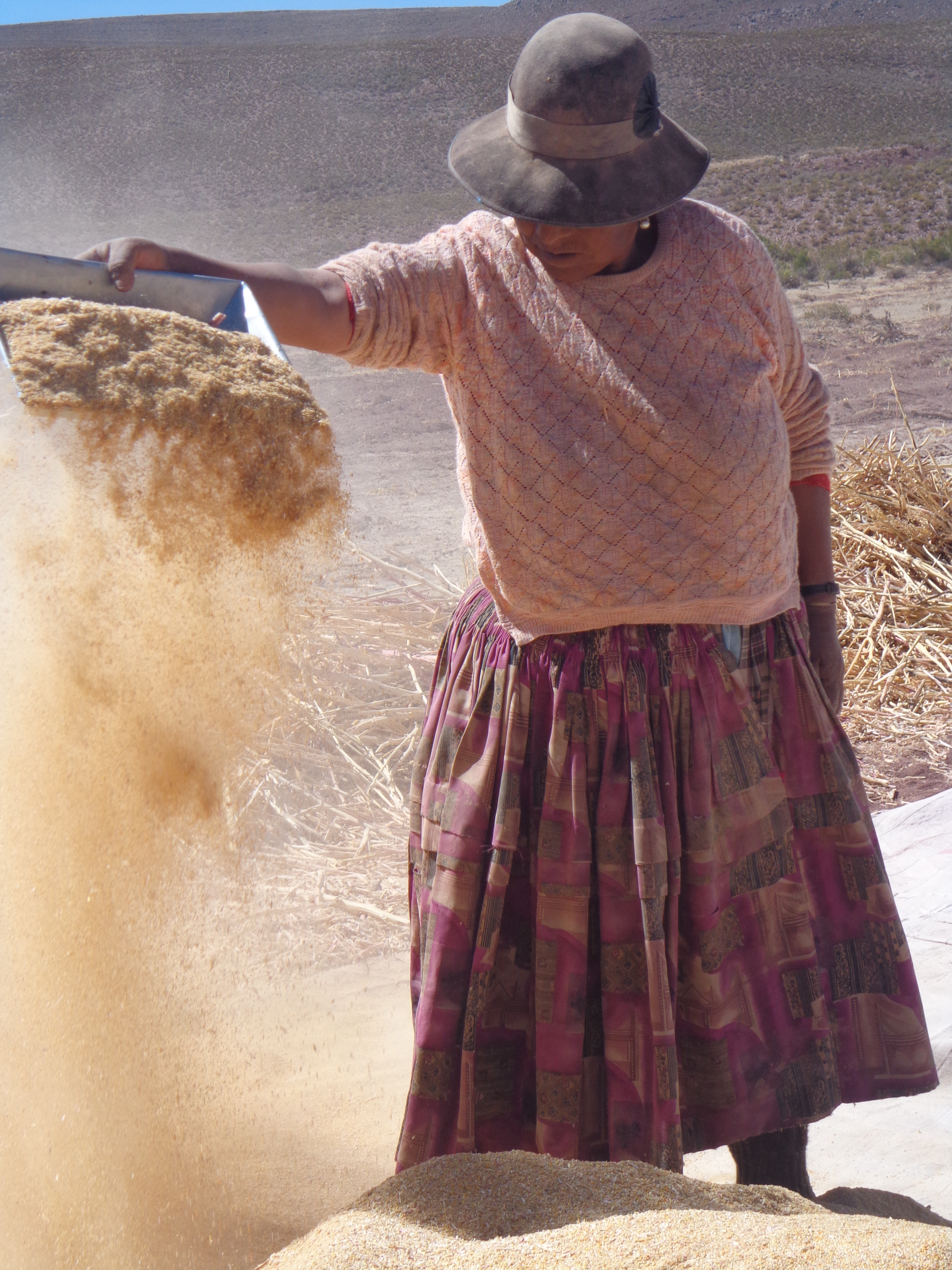
Venteado de quinua en Bolivia.

La Asamblea General de las Naciones Unidas declaró el 2013 Año Internacional de la Quinua en reconocimiento a las prácticas ancestrales de los pueblos andinos, que la han preservado como alimento para las generaciones presentes y futuras, mediante conocimientos y prácticas de vida en armonía con la naturaleza. El objetivo es centrar la atención mundial sobre el papel de la quinua en la seguridad alimentaria y nutricional.
La Organización de las Naciones Unidas para la Alimentación y la Agricultura actuó como secretaría del Año Internacional. Bolivia presidió el comité de coordinación; Ecuador, Perú y Chile compartieron la vicepresidencia y las relatorías estuvieron a cargo de Argentina y Francia.

## Nombre común
- En español la planta recibe los nombres de quinua, quinoa y quínoa.[27][28]
- Quechua: kinwa, kinuwa, kitaqañiwa, kuchikinwa, ayara, kiwicha,[nota 1] qañiwa, qañawa (las tres últimas son plantas parecidas y cultivadas en Bolivia y Perú; sus granos son más pequeños y oscuros).
- Aimara: tupapa supha, jopa, jupha, juira, ära, qallapi, vocal, linquiñique.
- Chibcha: suba, pasca.
- Mapudungun: dawe, sawe, chichiconwa.
- En Venezuela: Caraca, origen del nombre de la tribu y ciudad "Caracas".[29]

## Variedades

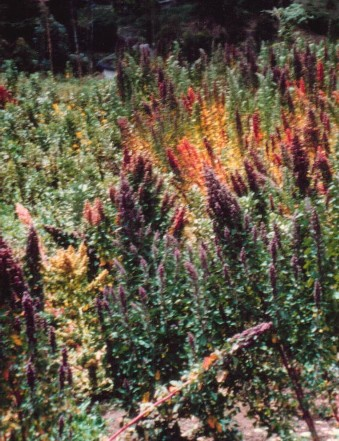
Quinua en una chagra indígena de Guachucal, Colombia.

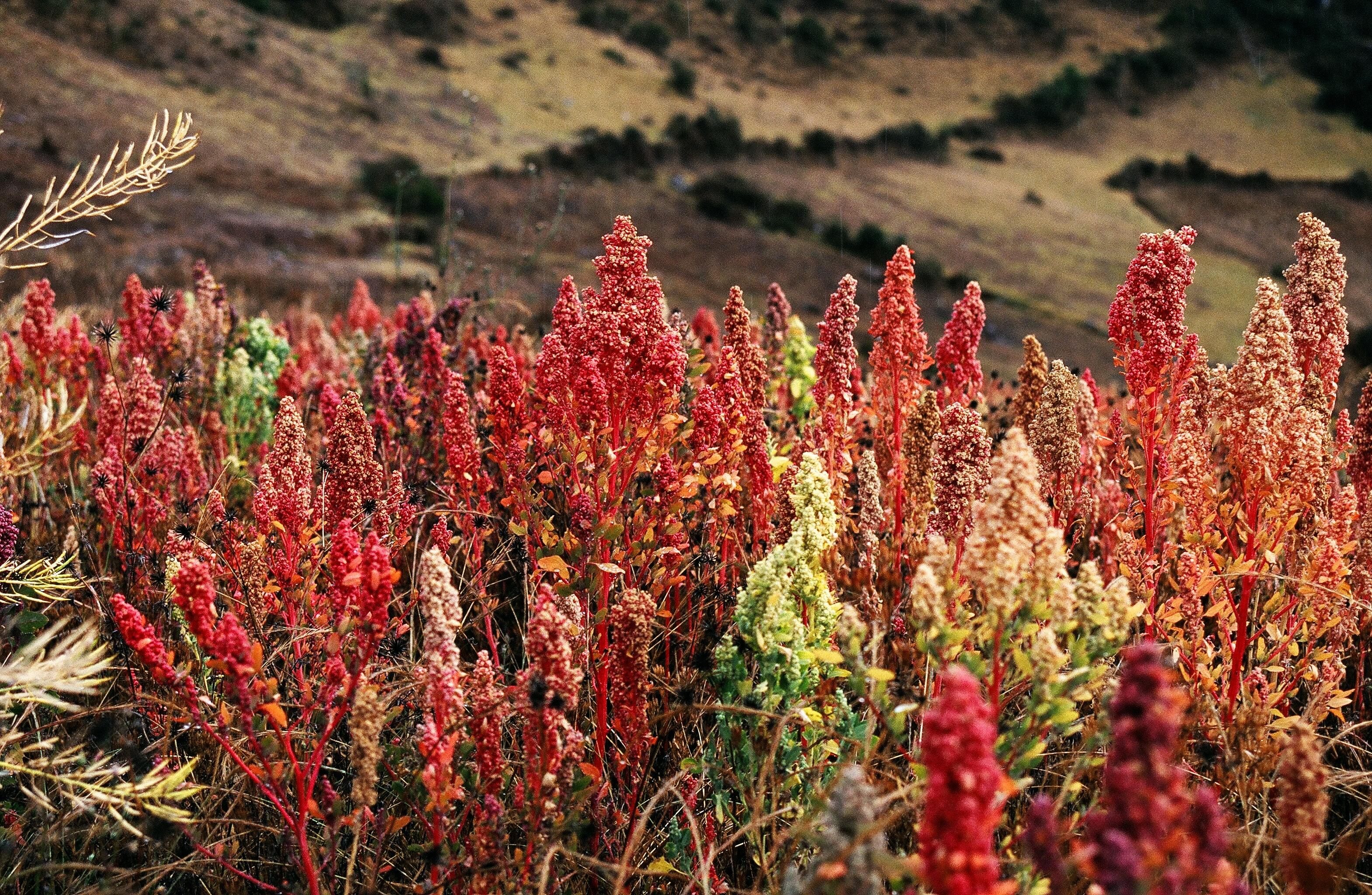
Quinoa de Cachora, Apurímac, Perú

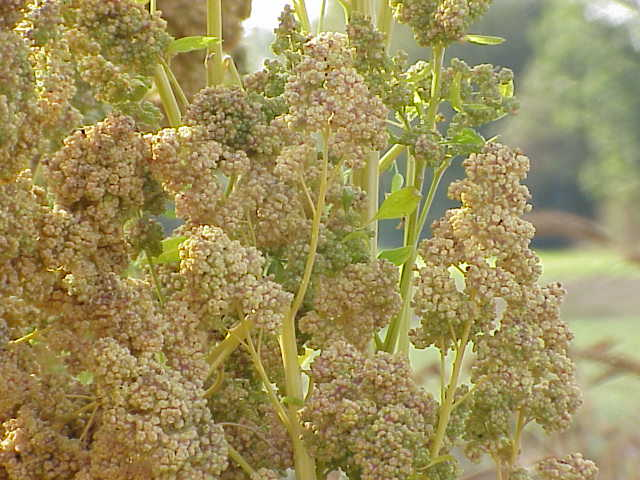
Quinoa de Bolivia

Bolivia y Perú tienen la mayor diversidad en variedades:
Bolivia
- Real (Llica), la Quinua Real es una denominación de origen de Bolivia, controlada y reconocida internacionalmente por varios países.[32][33][34]
- Sajama (Patacamaya, Aroma)
- Kaslala
- Pasancalla
- Kuli negra
- Wila coimini
- Kata-mari
- Achumi
- Ayara (silvestre)
- Huaranga: cruce de sajama y real
- Chucapaca: cruce de achumi y real
- Kamiri
- Ratuqui: cruce de sajama y silvestre (ayara)
- Sagaña: cruce de sajama y ayara
- Samaranti
- Robura
- Pandela
- Utusaya
- Mañiqueña
- Señora
- Achachino
- Lipeña
- Toledo-Iri

Perú
- Kanccolla (Cabanillas, Puno)
- Cheweca (Orurillo, Puno)
- Blanca de Juli (Lago Titicaca)
- Blanca de Chuquito
- Blanca de Junín (Junín)
- Rosada de Junín
- Rosada de Yanamango
- Amarilla de Maranganí (Sicuani, Cuzco)
- Roja de Coporaque
- Quillahuaman (INIA, Valle del Vilcanota, Cuzco)
- Witulla (zonas muy altas de Puno)
- Ccoito
- Choquetipo
- Chullpi
- Illpa: cruce de Blanca de Juli con Sajama (INIA, Puno)
- Salcedo (INIA, Puno)
- Camacani I
- Camacani II
- Huariponcho
- Chullpi
- Ayacuchana (INIA)
- Huancayo
- Hualhuas
- Mantaro
- Huacataz
- Huacariz
- Namora
- INIA 431 Altiplano[35]

Chile
- Catentoa
- Liquiñe (dawe mapuche)
- Huiquilao (dawe mapuche)
- Lepin (dawe mapuche)
- Chaquin (dawe mapuche)
- Canchones
- Faro
- Lito
- Atacama
- Regalona B[37]

Ecuador
- Chaucha (Cayambe y Cotopaxi)
- Tunkahuan
- Imbaya (Imbabura)
- Chochasqui
- Piartal
- ECU-420
- Másal 389

Colombia
- Dulce de Quitopamba (Universidad de Nariño)
- Aurora (Sapuyes, Nariño)
- Nariño (Ipiales, Nariño)
- SL 47 (Pasto, Nariño)
- Blanca de Jericó (Boyacá)

Argentina
- Jujuy cristalina
- Jujuy amilácea

Brasil
- Piabiru (ecuatoriana, adaptada al Cerrado de Brasil)[39]

## Particularidades por país

### Perú
Perú se mantiene por tercer año consecutivo como el mayor productor y exportador de quinua en el mundo, el superalimento latinoamericano que podría acabar con el hambre en países con inseguridad alimentaria.
En 2016, Perú registró 79 269 toneladas de quinua, que representó el 53,3 por ciento del volumen mundial, según el Ministerio de Agricultura y Riego (Minagri). De acuerdo a las estadísticas de la Organización de las Naciones Unidas para la Alimentación y la Agricultura, conocida como FAO.
Asimismo, el país andino es el principal exportador de quinua desde el 2014 al colocar en el mercado 44,3 mil toneladas de esta semilla, que correspondió al 47,3 por ciento del total en 2016, de acuerdo a cifras de TRADE MAP. 
La mayor zona productora de quinua en Perú fue la región de Puno con 35 166 toneladas, lo que representó el 44,4 por ciento de la producción nacional. Mientras que en Arequipa se registró el mayor rendimiento con 3,4 toneladas por hectárea.
Hasta mediados de diciembre del 2017, las exportaciones de quinua sumaron 45,5 mil toneladas, que reflejan un incremento de 1,9 por ciento respecto al total exportado en 2016.
Estados Unidos y la Unión Europea (UE) son los principales compradores de quinua, al adquirir un promedio del 75 por ciento del total exportado por Perú al mundo.

### Bolivia
Bolivia se ubica de segundo lugar con 44,6 por ciento, con un área sembrada en el año 2016 de 108 000 hectáreas, según datos de CIQ. La zona con mayor producción se encuentra en los departamentos de La Paz, Potosí y Oruro. Bolivia, uno de los principales productores mundiales de quinua, sufrió una baja los últimos años en la producción del cereal debido a factores climáticos y la depresión del mercado, Las exportaciones de quinua boliviana bajaron de 25 000 toneladas en el 2015 a 23 000 toneladas en el 2016 y en valor 44,6 %, de acuerdo con datos del Instituto Nacional de Estadística (INE) a septiembre del 2016.
La Quinua Real es una denominación de origen de Bolivia, controlada y reconocida internacionalmente por varios países.

### Ecuador
En Ecuador, se inició la producción de quinua partir del año 2000. En las zonas de cultivo es común encontrar la quinua sembrada en asociación con maíz, frijol y haba o como cercado alrededor de sementeras de papa.

### Colombia
La quinua fue cultivada y utilizada por los muiscas o chibchas de la meseta cundiboyacense, así como por los pueblos de la región de las antiguas ruinas de San Agustín, y por los pastos del actual departamento de Nariño.
Los chibchas denominaban a la quinua «pasca», que significa la olla o comida del padre. También se la llamó «supha» o «suba», nombre especialmente esparcido en la sabana de Bogotá; en el resto del país se conocía con la palabra «quínoa».
El cultivo de quinua fue abundante en el pasado, pero llegó a estar casi abandonado en las sabanas colombianas, con excepción de la comarca de Ipiales y algunas zonas de Nariño, especialmente entre las comunidades indígenas. Recientemente, programas de fomento en Cauca, Boyacá, Cundinamarca, el distrito de Bogotá y Nariño han incrementado el cultivo, de manera que, por ejemplo en el Cauca se pasó de 104 hectáreas sembradas en 2007 a 760 en 2013.